# Frederick Schwatka
Frederick Gustavus Schwatka (Galena, Illinois, 29 de setembre de 1849 – Portland, 2 de novembre de 1892) va ser un tinent de l'exèrcit dels Estats Units, diplomat en medicina i dret, que va ser un explorador del nord del Canadà i Alaska.

## Biografia

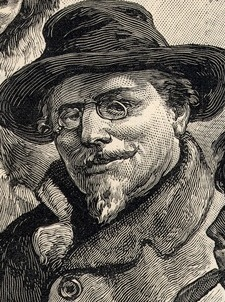
Frederick Schwatka, en un gravat del 1880

Frederick Schwatka va nàixer a Galena, Illinois el 1892, fill de Federick Gustavus i Amelia (Hukill) Schwatka. El seu pare, Frederick Gustavus, que havia nascut a Baltimore, Maryland, era el fill d'immigrants alemanys luterans, nadius respectivament de Prússia Oriental i Baviera. Sa mare, Amelia Hukill, era nascuda a prop de Bethany, comtat de Brooke, actualment a Virgínia Occidental, i tenia orígens anglesos i escocesos.
Quan Frederick tenia 10 anys, la família es va instal·lar a Salem, Oregon. Frederick començà a treballar a Oregon aprenent l'ofici d'impressor mentre estudiava a la Universitat de Willamette. Aconseguí entrar a l'Acadèmia Militar dels Estats Units de West Point el 1867 i es diplomà el 1871. Aleshores va servir com a segon tinent en el Tercer de Caballeria al Territori de Dakota. Va estudiar alhora dret i medicina. Més endavant, el 1875, fou admès al Col·legi d'Advocats de Nebraska i aquell mateix any es diplomà al Bellevue Medical College de Nova York.
El 1878-80, arran d'un encàrrec de la Societat Geogràfica estatunidenca (American Geographical Society) va liderar una expedició a la zona àrtica canadenca per a cercar-hi uns registres escrits que es pensava que havien deixat a, o al voltant de, l'illa del Rei Guillem els membres de l'expedició perduda de Franklin. Viatjant a la badia de Hudson a bord de la goleta Eothen, l'equip inicial de Schwatka incloïa William Henry Gilder, el seu segon; el naturalista Heinrich Klutshak, Melms Frank i «Joe» Ebierbing, un intèrpret i guia inuit que també havia acompanyat un altre explorador estatunidenc, Charles Francis Hall, que havia cercat Franklin entre 1860 i 1869.
El grup, amb l'ajut dels inuits, es va dirigir cap al nord a partir de la badia de Hudson «amb tres trineus que tiraven més de quaranta gossos, queviures relativament escassos, però amb una gran quantitat d'armes i municions». Entrevistaren els inuits, i van visitar els diversos paratges que es coneixien o probables pels quals havia passat l'expedició de Franklin. Així descobriren l'esquelet d'un dels membres de la seva tripulació. A desgrat del fet que l'expedició no va arribar a trobar els documents que buscaven, el 1880, Schwatka, durant un discurs d'un sopar d'homenatge que havia organitzat la Societat Geogràfica estatunidenca, va afirmar que la seva expedició havia complert «el viatge més llarg en trineu que no s'havia fet mai tant pel que fa al temps com a la distància» (onze mesos i quatre dies i 4.360 km) i que va ser la primera expedició a l'Àrtida durant la qual els blancs van tenir íntegrament la mateixa dieta que els inuits.

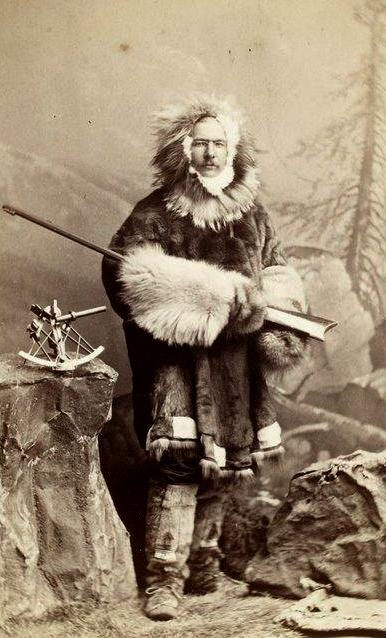
Schwatka amb vestit polar

El 1883, l'exèrcit dels Estats Units el va enviar a reconèixer el riu Yukon. Tot travessant el pas de Chilkoot, el grup va construir rais i davallà navegant el riu fins a la seva desembocadura a la mar de Bering. Durant aquell periple van donar noms a una gran quantitat d'accidents geogràfics que es trobaven pel camí. El viatge, amb més de 2.090 km, va ser el més llarg fet mai en rai. Aquesta expedició de Schwatka va alarmar el govern canadenc, que el 1887 va enviar una altra expedició, dirigida per George Mercer Dawson per mor d'explorar el Yukon. A partir de 1886 va dirigir dues expedicions privades a Alaska finançades per William D. Boyce i tres al nord-est de Mèxic i publicà descripcions dels costums socials, la flora i la fauna d'aqueixes regions.
Schwatka rebé la Medalla Àrtica Roquette de la Societat de Geografia de París, i també una medalla de la Imperial Societat Geogràfica de Rússia. Va ser membre honorari de les Societats Geogràfiques de Brema, Ginebra i Roma.
Schwatka va morir a Portland el 1892, el New York Times descrigué la seva mort com a resultant d'una sobredosi accidental de morfina, tanmateix el Coconino Sun, un diari del comtat de Coconino (Flagstaff), va afirmar que la seva defunció resultava d'un suïcidi amb làudan. Schwatka va ser enterrat a Salem, Oregon.

## Obres
Schwatka va publicar diversos llibres durant la seva vida, a més d'altres publicacions, comunicacions i articles:
- Along Alaska's Great River [Al llarg del Riu Gran d'Alaska] (Nova York: Cassell & Company, 1885);
- The Search for Franklin [La cerca d'en Franklin] (1882), reeditat el 1965 amb el títol The Long Arctic Search [La larga búsqueda del Ártico].
- Nimrod in the North [Nimrod en el Nord] (Nova York: Cassell & Company, 1885);
- Children of the Cold [Un enfant del fred] (Nova York: Cassell & Company, 1886);
- In the Land of Cave and Cliff Dwellers (Nova York: Cassell & Company, 1893);
- A Summer in Alaska [Un estiu en Alaska] (St Louis, Missuri: J.W. Henry, 1894);
- «Among the Apaches», article publicat al Century Magazine, Vol. XXXIV (maig del 1887).

## Homenatges
Diversos accidents geogràfics de l'Àrtida reberen el seu nom per a homenatjar les seves fetes, com ara l'embalsament Schwatka, una central construïda en el territori del Yukon el 1957 a Whitehorse (Yukon); el mont Schwatka, a Alaska, o la badia Schwatka, a l'illa del Rei Guillem.
En 2007, un rifle àrtic de tipus Sharps que commemora a Schwatka va ser creat per un grup de fabricants d'armes estatunidencs. Gravat per Barry Lee Hands, el rifle representa escenes de les aventures àrtiques de Schwartka.

### Obres citades
- Petterchak, Janice A. Lone Scout: W. D. Boyce and American Boy Scouting.  Rochester, Illinois: Legacy Press, 2003. ISBN 0965319873.
- Sandler, Martin (2006). Resolute: The Epic Search for the Northwest Passage and John Franklin, and the Discovery of the Queen's Ghost Ship. New York: Sterling Publishing Co. ISBN 978-1-4027-4085-5
- Savours, Ann (1999). The Search for the North West Passage. New York: St. Martin's Press. ISBN 0-312-22372-2
- Schwatka, Frederick (1965). The Long Arctic Search. Ed. Edouard A. Stackpole. New Bedford, Mass.: Reynolds-DeWalt